# 法语正写法改革
自17世纪末期法语辞书学兴起、法兰西学术院受命制定官方“规范”以来，法语正写法已经或多或少的固定下来，并且在语音学上有些过时。不过，改革在当时就已经有了许多争论，反对传统的语源学正写法，支持改革后的音韵学转写法。
塞萨尔-皮埃尔·里什莱在1680年出版第一部单语法语词典时选择了后一种（改革后的）方案，但学术院在其第一版词典（1694年）中选择了坚定地坚持传统。
随后又进行了很多简化尝试，直至1990年12月6日，“更正”得以进行。 还有一些更为激进的简化尝试，但其并未引起人们关注。

## 16世纪
16世纪之前，法语的拼写和标点符号使用极其不规范，但1470年印刷术的推广迫使人们需要一套统一的拼写和标点符号。
一些文艺复兴时期的人文主义者（与出版商合作）提出了法语正写法改革方案。其中最著名的是雅克·佩尔蒂埃·迪芒，他于1550年开发了基于音位的拼写系统，并引入了新的排版符号。之后，佩尔蒂埃在他出版的所有作品中使用他开发的拼写系统，但他的改革并未被采纳。

## 18世纪
—法兰西学术院，于1740年，首次使用变音符号时
第三版（1740年）和第四版（1762年）的学术院词典是极其进步的版本，其中改变了大约一半单词的拼写。
印刷商使用已久的变音符号被学术院采纳，许多的哑辅音也被删除。
estre → être （是）
monachal → monacal （僧侣的、修道院的）
第四版中提出的许多建议及加入的数千个新词在后来被废弃。
同样十分重要的是，后续的18世纪版本的词典向字母表中引入了字母 J 和 V，以取代作为辅音时的 I 和 U，从而解决了诸多同形词问题。
uil → vil （卑鄙的、可恶的）

## 19世纪
主要受伏尔泰的影响，学术院词典第六版（1835年）中引入了许多变化。其中最重要的是，所有发/ɛ/音的字母组合 oi 都被改为 ai，这改变了所有动词的未完成过去时未完成过去时变位。英语中的借词 connoisseur 早于这一变化，而这个词在现代法语中拼作 。
étois → étais （曾是）
一些单数形式以 D 和 T  结尾的单词的复数形式被修改，之前被删去的哑辅音被重新加入，从而使复数与单数在形式上保持一致。只有  和  保持了原本的形态，因为人们认为其意义不同。1694年，法兰西学术院就曾做过类似地改革，但在其词典的第二版被放弃了。
parens → parents （父母）

1868年，昂布鲁瓦斯·菲尔曼-迪多（法语：Ambroise Firmin-Didot）在他的《法语拼写观察》（法语：Observations sur l'orthographe, ou ortografie, française）一书中建议，在某些单词的 t 上添加软音符可以更好的规范法语语音。例如，在法语中，后缀 -tion 中的 t 不发作（或近似发作）/t/，而是整体读作/sjɔ̃/。通过添加软音符，可以更加清晰地判断诸如 diplomatie 等单词中 t 读作/s/（但 diplomatique 不遵循此规则）。这在其他前缀或单词中也有效果。菲尔曼-迪多预测，一个新的字母 ţ 将被加入法语正写法。

## 20 世纪
20 世纪之交，埃米尔·利特雷、皮埃尔·拉鲁斯、阿尔塞纳·达梅斯特泰以及后来的保罗·罗贝尔等人相继出版了多部重要词典，法兰西学术院的声望逐渐大不如前。
因此，于1901年 、1935年和1975年提出的新改革几乎全部都被忽略了，唯一的例外是于1935年提出的在某些（潜在的）省略情况下用连字符代替撇号的改革。
grand'mère → grand-mère （祖母、外祖母）
自20世纪70年代以来，法语正写法的改革呼声日益高涨。1989年，法国总理米歇尔·罗卡尔组建了法语高级委员会，通过规范化来简化正写法。

### 1990年更正
籍由一些学术院会员与法语圈国家观察员的帮助，委员会于1990年12月6日公布了被称之为“正写法更正”（rectifications orthographiques）的改革。
这些“更正”并非是针对单个单词拼写的更改，而是公布了一系列通用的规则或修改的单词清单。总而言之，大约2000个单词的拼写被改动，法语的词法学也受到了影响。

#### 连字符
数词之间由连字符连接：
 →  (700,321).
合成词的各词素连为一体：
- 若其中的一个词素是动词： porte-monnaie → portemonnaie （钱包）
- 在词素的意义发生改变的所有复合词中： sage-femme → sagefemme （接生员）
- 在拟声词中： coin coin → coin-coin （嘎嘎叫）。

外来复合词也连为一体：
hot-dog → hotdog（热狗）。
week-end → weekend，使之与现代英语的拼写一致。

#### 数量
以连字符相连或直接相连的复合词按照普通规则变为其复数形式，即在词尾加 s 或 x，除非修饰词是形容词（这种情况下两个语素必须配合），或中心词是被限定的名词或专有名词：
 → （信函台秤）
借词也拥有了常规形式的复数
lieder → lieds（歌曲）

#### 分音符
表示 u 在  +元音的字母组合中发音的分音符从 u 后的元音上被移动到 u 上。同样，此前没有分音符的单词也加上了分音符：
 →  [ɛɡy]（阴性 严重的）
 →  [ɑ̃biɡɥite]（模棱两可）
 →  [aʁɡɥe]（争论）
软音 g 加虚音 e，其后紧跟 u 时，u 上也要添加分音符，以避免字母组合 eu 读作[œ]：
 →  [ɡaʒyʁ] （打赌）

#### 变音符号
不定式含有 éCer （C 为任意辅音）形式的动词，在将来时和条件式变位中将 é 变为 è。
 →  [ʒə sɛd(ə)ʁe] （我将放弃）
此外，倒装句中，以 e 结尾的动词在主语 "je" 前时，要将其末尾的 e 变为 è 而非 é：
 →  [ɛmɛʒ] （我喜欢吗？）
如果不需要区分同形词，去掉 i 和 u 上的扬抑符。而在简单过去时和虚拟式变位中则保留：
 →  （ 的过去分词，被开动的）, 但  （他一定开了车）不变；而  （极常见的不规则动词  的过去分词，或者这个分词衍生的名词）保留扬抑符，以区分  （ 的缩合冠词，意义近似于英语的，用作阳性的不定冠词；或用作介词，意义类似英语的 ""）.
由过去的错误、疏漏、音变导致的重音符号错误，都得到添加或更改：
 →  [ʁəsele] （藏有、窝藏）
 →  [evɛn(ə)mɑ̃] （事件）
受到法语发音影响的借词，同样添加重音符号：
 →  [djezɛl] （柴油）

#### 中央元音变为开口 e
不定式含有词尾  和  的动词，中央元音高化（/ə/ → /ɛ/）由将 e 变为 è 或双写其后的 l 或 t 标记，采用哪种方法取决于动词。这次改革后，除了   和  及二者派生变化仍继续使用 ll 和 tt 作为标记之外，只有第一种方法得以保留。
 →  （我贴标签）
这一改革同样适用于那些使用  后缀进行名词化的动词：
 →  （堆、垛）

#### 过去分词配合
与常规规则不同，后加不定式的过去分词  永远不与宾语配合：
 →  （我让他们走了）
据称，此举是为了简化过去分词后加不定式时的配合规则。过去分词  已经使用了这个规则。

#### 杂项
许多被视作“反常”的现象得到了“更正”。一些拥有相同词根但拼写不统一的“词族”被统一为这个“词族”中最常用单词的拼法。
 →  （愚蠢行为）
在两种情况下，这一规则也拓展到了后缀，这实际上将这些后缀变成了完全不同的语素：
 →  （腰腿肉）
 →  （小野兔）
对于遗漏的孤立单词进行了调整，以使其符合之前的改革：
 →  （虚情假意的）
 →  （洋葱）
最后，一些单词的拼写被简化，或其不确定的拼写被固定下来：
 →  （混乱）
 →  （潘趣酒）

#### 应用
这些“更正”本应在1991年实施，但随之而来的一段时间的骚动和大量书籍的出版，例如审稿员联盟对新规的逐条抨击、安德烈·戈斯（André Goosse）对新规的辩护，以及若塞特·雷伊-德博夫（Josette Rey-Debove）对新规一部分内容的接受（这些新规则以作为替代写入《罗贝尔词典》），致使新规一度成为一纸空文。

## 21世纪
2004年，一家国际机构致力于重振1990年改革。值得注意的是，法国、比利时、瑞士三国共同建立了一个机构来推进改革。同年7月，微软宣布其应用程序的法语版本将很快采用新的拼写规则。在2005年3月23日，微软发布了采用新拼写方案的 Encarta；在2005年4月14日，微软推出了 Microsoft Office 的更新。
在官方层面，包括公务员在内的法国人可以在一段不确定长度的时间内继续使用旧的拼写方案。新的拼写方案是“推荐”方案，但新旧二者都被认为是正确的。
在魁北克，魁北克法语办公室（Office québécois de la langue française）宣布，它将在新的借词和新词上使用其规则。起初，鉴于新规在法国国内遭到的反对，该办公室并不愿采用其称为“现代化”的新方案。
越来越多的出版物开始采用现代化方案。蒙特利尔大学的  以及  已经采用了新方案。
在2009年，比利时的几大出版集团开始在其在线出版物中使用新拼写法。
2009年版的《罗贝尔词典》收录了大部分变化。其中有6000个单词既有传统拼法，也有替代拼法。2011年版的  收录了所有改动。
2016年2月3日，法国电视频道TF1报道称，改革将从下一学年开始实施，这引起了广泛的愤怒。推特上随即发起了一场 "#JeSuisCirconflexe" 运动，指责政府“简化”语言。不过，政府表示不会取消扬抑符，学生可以在新旧拼写方案中择一使用。
还有很多更加激进的改革方案：例如，由语言学家米卡埃尔·科尔万（英语、法语：Mickael Korvin）领导的运动试图从根本上简化法语，取消变音符号、标点符号和大写字母。此外，他于2016年发明了一种法语的新拼写方案，称为 ""。